# Планалтину
Планалтину (порт. Planaltino)  —  муниципалитет в Бразилии, входит в штат Баия. Составная часть мезорегиона Юго-центральная часть штата Баия. Входит в экономико-статистический микрорегион Жекие. Население составляет 6235 человек на 2006 год. Занимает площадь 938,104 км². Плотность населения — 6,6 чел./км².
Праздник города — 30 июля.

## История
Город основан 30 июля 1962 года.

## Статистика
- Валовой внутренний продукт на 2003 год составляет 15 764 623,00 реалов (данные: Бразильский институт географии и статистики).
- Валовой внутренний продукт на душу населения на 2003 год составляет 2242,80 реала (данные: Бразильский институт географии и статистики).
- Индекс развития человеческого потенциала на 2000 год составляет 0,577 (данные: Программа развития ООН).